# Dzięciur żołędziowy
Dzięciur żołędziowy (Melanerpes formicivorus) – gatunek średniej wielkości ptaka z podrodziny dzięciołów (Picinae) w rodzinie dzięciołowatych (Picidae). Występuje w zachodniej i południowej Ameryce Północnej (od zachodnich USA po Panamę) oraz w północno-zachodniej Ameryce Południowej (w Kolumbii).

## Zasięg występowania
Dzięciur żołędziowy występuje w zależności od podgatunku:
- M. formicivorus bairdi – zachodnie USA (od północno-zachodniego Oregonu) na południe do skrajnie północno-zachodniego Meksyku (północna Kalifornia Dolna).
- M. formicivorus formicivorus – dzięciur żołędziowy[10] – Arizona, Nowy Meksyk i zachodni Teksas na południe do południowo-wschodniego Meksyku (na zachód od Chiapas).
- M. formicivorus angustifrons – dzięciur maskowy[10] – skrajnie południowa Kalifornia Dolna.
- M. formicivorus albeolus – południowo-wschodni Meksyk (wschodnie Chiapas, prawdopodobnie także Tabasco i Campeche) oraz północno-wschodnia Gwatemala.
- M. formicivorus lineatus – Chiapas na wschód przez Gwatemalę po północną Nikaraguę.
- M. formicivorus striatipectus – Nikaragua do zachodniej Panamy.
- M. formicivorus flavigula – Kolumbia (zachodnie i centralne Andy oraz na zachód przez zbocza wschodnich Andów).

## Etymologia
- Melanerpes: gr. μελας melas, μελανος melanos „czarny”; ἑρπης herpēs „coś pełzającego”, od ἑρπω herpō „pełzać”[13].
- formicivorus: łac. formica „mrówka”; -vorus „-jedzący”, od vorare „pożerać”[14].
- bairdi: Spencer Fullerton Baird (1823–1887), amerykański ornitolog, kolekcjoner[15].
- angustifrons: łac. angustus „wąski, mały”; frons, frontis „czoło”[16].
- albeolus: nowołac. albeolus „biały, białawy”, od zdrobnienia łac. albus „biały” (por. średniowiecznołac. albeolus „aetheling, młody szlachcic”)[17].
- lineatus: łac. lineatus „oznaczone liniami, prążkowany”, od linea „linia”, od linum „nić”, od gr. λινον linon „len, nić”[18].
- striatipectus: łac. striatus „prążkowany”, od striare „prążkować”, od stria „bruzda, prążek”; pectus, pectoris „pierś”[19].
- flavigula: łac. flavus „złoto-żółty, żółty”; gula „gardło”[20].

## Charakterystyka
Długość ciała średnio 23 cm; masa ciała 65–90 g. Dorosły dzięciur żołędziowy ma czarną głowę, kark, grzbiet, skrzydła i ogon, białe czoło, podgardle, część brzuszną i kuper. Oczy mają białe tęczówki. Na niewielkim fragmencie grzbietu występuje parę zielonych piór. Dojrzały samiec posiada na czole czerwoną czapeczkę, która ciągnie się w stronę grzbietu. Pomiędzy potylicą a okolicami dzioba u samicy występują pas czarnych piór.
W trakcie lotu łopoczą skrzydłami ze spuszczonymi nogami. Widać wtedy białe koła na skrzydłach. Ich odgłosy przypominają śmiech.
Ptaki żyją w stadkach złożonych z 20 osobników. Razem żywią się nie tylko owadami, ale i żołędziami i innymi nasionami. Zbierają je i gromadzą wspólnie w schowkach wykutych w pniach drzewach. Ptaki tworzące grupę bronią dostępu przed obcymi osobnikami do drzewa, które jest spichlerzem.

## Okres rozrodczy
Rozród u dzięciurów żołędziowych jest osobliwy. Przeważnie tylko dwie samice wchodzące w skład grupy składają jaja do wspólnej dziupli. Z reguły pierwsze, a czasami i drugie złożone jajo jest rozbijane i pożerane wspólnie przez całą grupę. Wysiadywanie rozpoczyna się dopiero wtedy, gdy dwie samice prawie jednocześnie złożą jaja. Gdy pisklęta się wyklują, wszyscy uczestnicy grupy karmią je owadami. Dowiedziono, że około 10% złożonych jaj źle się rozwija, a tylko z 20% rozwijają się pisklęta, które później osiągają zdolność do lotu.
W okresie nadmiaru żołędzi i innych nasion pokarmu starcza dla dorosłych ptaków, a produkcja jaj jest ponoszona niskim kosztem. Natomiast karmienie piskląt owadami wymaga bardzo efektywnych łowów, co wymusza współpracę w żywieniu. Osobnik, który karmi obce pisklę, w kolejnym sezonie ma większe szanse na przekazanie genów następnemu pokoleniu. Co ciekawe, opisane wyżej zachowanie charakteryzuje populację z południowej Kalifornii. Już w Arizonie dzięcioły w trakcie rozrodu nie korzystają z pomocników, robiąc tylko niewielkie zapasy nasion, a na zimę wędrując do Meksyku.

## Status
Międzynarodowa Unia Ochrony Przyrody (IUCN) uznaje dzięciura żołędziowego za gatunek najmniejszej troski (LC – Least Concern) nieprzerwanie od 1988 roku. W 2017 roku organizacja Partners in Flight szacowała liczebność światowej populacji lęgowej na około 5 milionów osobników. Trend liczebności populacji jest stabilny lub lekko wzrostowy.